# Артёх
Артёх (также Артех) — пресноводное озеро на северо-востоке Якутии, в Верхнеколымском улусе. Расположено в  Ожогинском доле, в левобережной пойме реки Ожогина, в 1,5 км к западу от озера Намы. Имеет округлую форму с крупным заливом в северо-западной части.  
Находится на высоте 41 м над уровнем моря. Площадь озера составляет 16,8 км². Длина озера около 5,1 км, максимальная ширина в средней части — 3,8 км. Находится в окружении других озёр: Намы на востоке, Бугуях на юго-востоке, Хатынгнах и Куньяс на юго-западе, Кёнке и Усун-Кюель на западе, Оюн-Кюель и Тала-Кюель на северо-западе, Гарам на севере.
Берега низкие, слабо изрезанные, участками покрытые лесотундрой.
Ближайший населенный пункт, село Усун-Кюёль, расположен примерно в 12,5 км к юго-востоку.